# Yoo Ji-ae
Đây là một tên người Triều Tiên, họ là Yoo.
Yoo Ji-ae (Hangul: 유지애; Hanja: 劉智愛, Hán Việt: Lưu Trí Ái; sinh ngày 21 tháng 5 năm 1993,) được biết đến với nghệ danh Jiae, là một ca sĩ Hàn Quốc, xuất hiện lần đầu với tư cách một nghệ sĩ solo với single "Delight" vào tháng 4 năm 2013, còn là một thành viên của nhóm nhạc nữ Hàn Quốc Lovelyz từ tháng 11 năm 2014.

## Tiểu sử
Jiae sinh ngày 21 tháng 5 năm 1993 tại Seoul, Hàn Quốc. Gia đình cô bao gồm cha, mẹ, bà và một chị gái.  Là một cô gái trẻ, cô mơ ước trở thành một ca sĩ khi xem các màn trình diễn của nhóm nhạc nữ Hàn Quốc S.E.S. Và Fin.K.L.

### Giáo dục
- Trường tiểu học Dongbuk (đã tốt nghiệp)
- Trường trung học nữ sinh Jeongui (đã tốt nghiệp)
- Trường Trung học Nghệ thuật Biểu diễn Seoul, Khoa Phát thanh và Giải trí (đã tốt nghiệp)

## Nghề nghiệp
Trong năm 2010, Jiae xuất hiện lần đầu với vai trò là em gái của Infinite trong chương trình thực tế của họ trước khi ra mắt:  You're My Oppa.Cùng năm đó, cô đã đóng một vai ngắn trong bộ phim truyền hình của Hàn Quốc Master of Study. Cô cũng đã đóng một vai khách mời trong chương trình Running Man vào năm 2012 với tư cách là một trong những nữ sinh trung học trong tập phim zombie (tập 98) cùng với Seunghee và Yeonkyung, người sau này trở thành thành viên của nhóm nhạc nữ F-ve Dolls của Core Contents Media.
Vào tháng 4 năm 2013, Jiae đã debut solo chính thức với một đĩa đơn "Delight".  Single đứng ở vị trí thứ 58 trong bảng xếp hạng hàng tuần của Gaon Chart cho tuần thứ 18 của năm 2013.  Vào ngày 13 tháng 11 năm 2014, Jiae xuất hiện lần đầu trên M! Countdown như là một thành viên của Lovelyz.

## Sự nghiệp

### 2013: Ra mắt solo
Ban đầu ra mắt với tư cách là một nghệ sĩ solo, Jiae đã phát hành đĩa đơn kỹ thuật số đầu tiên " Delight " vào ngày 24 tháng 4 năm 2013.

### 2014: Ra mắt cùng Lovelyz
Cô ra mắt với tư cách là thành viên của Lovelyz vào ngày 12 tháng 11 năm 2014 với album đầu tiên Girls' Invasion của nhóm .

### 2021: Rời Woollim
Vào ngày 16 tháng 11 năm 2021, Lovelyz tạm ngừng hoạt động vô thời hạn sau khi hợp đồng của các thành viên hết hạn. Cô quyết định không gia hạn hợp đồng với Woollim.
Vào ngày 18 tháng 11, YG KPLUS thông báo rằng Jiae đã ký hợp đồng với họ và sẽ tiếp tục sự nghiệp của mình với tư cách là một ca sĩ và diễn viên.

## Chương trình

### Chương trình truyền hình
| Năm  | Tên                                                   | Vai trò                 | Đài           | Ghi chú                      |
| ---- | ----------------------------------------------------- | ----------------------- | ------------- | ---------------------------- |
| 2015 | Real Men Season 2                                     | Khách mời               | MBC           | Tập 166                      |
| 2015 | Problematic Men Season 1                              | Khách mời               | tvN           | Tập 69                       |
| 2015 | King of Mask Singer                                   | Khách mời               | MBC           | Tập 271-272                  |
| 2015 | A Song for You Season 4                               | Khách mời               | KBS2          | Tập 9                        |
| 2015 | Topp Dogg Project                                     | Khách mời               | MBC           | Tập 1                        |
| 2015 | Knowing Bros                                          | Khách mời               | jTBC          | Tập 34                       |
| 2015 | 2015 SBS Gayo Daejeon                                 | Thành viên thường xuyên | SBS           |                              |
| 2016 | Lovelyz in Wonderland                                 | Thành viên thường xuyên |               |                              |
| 2016 | The Boss Is Watching                                  | Khách mời               | SBS           |                              |
| 2016 | Fan Heart Attack Idol TV                              | Dẫn chương trình        |               | Tập 2                        |
| 2016 | 2016 Idol Star Olympics Championships Chuseok Special |                         | MBC           |                              |
| 2016 | Singderella                                           | Khách mời               |               | Tập 16                       |
| 2016 | 2016 SBS Gayo Daejeon                                 | Thành viên thường xuyên | SBS           |                              |
| 2017 | 2017 Idol Star Athletics Championships                | Thành viên thường xuyên | MBC           |                              |
| 2017 | New Yang Nam Show                                     | Khách mời               | Mnet          | Tập 7                        |
| 2017 | Lovelyz Loves Canada                                  | Thành viên thường xuyên | Naver TV Cast |                              |
| 2017 | K-RUSH Season 2                                       | Khách mời               | KBS1          | Tập 9                        |
| 2018 | Two Yoo Project Sugar Man Season 2                    | Khách mời               | jTBC          | Tập 18                       |
| 2018 | K-RUSH Season 3                                       | Khách mời               | KBS1          | Tập 12                       |
| 2018 | Idol League Season 1                                  | Khách mời               |               | Tập 28                       |
| 2018 | Unexpected Q                                          | Khách mời               | MBC           | Tập 6                        |
| 2018 | Super TV Season 2                                     | Khách mời               | tvN           | Tập 2                        |
| 2018 | Hidden Singer Season 5                                | Khách mời               | jTBC          | Tập 2                        |
| 2018 | A Battle of One Voice: 300                            | Khách mời               | tvN           | Tập 4                        |
| 2018 | A Song for You Season 5                               | Khách mời               | KBS2          | Tập 9                        |
| 2019 | Lovelyz Diary: Season 6                               | Thành viên thường xuyên |               |                              |
| 2019 | Hunman Jeongeum                                       | Khách mời               | MBN           | Tập 5                        |
| 2019 | Idol Lunch Box                                        | Khách mời               |               | Tập 7                        |
| 2019 | Run.wav                                               | Khách mời               | jTBC          | Tập 13                       |
| 2019 | School Attack 2019                                    | Khách mời               | SBS Plus      | Tập 3                        |
| 2019 | 5 Minutes to Six                                      | Khách mời               | Naver TV Cast | Tập 114                      |
| 2019 | Midnight Idol Season 1                                | Khách mời               | Naver TV Cast | Tập 272                      |
| 2019 | Wednesday Music Playlist                              | Khách mời               | tvN           | Tập 4                        |
| 2019 | Legend Club: Heechul’s Shindong PC Room               | Khách mời               |               | Tập 1                        |
| 2019 | Two Yoo Project Sugar Man Season 3                    | Khách mời               | jTBC          | Tập 3                        |
| 2019 | 2019 MBC Music Festival: The CHEMISTRY                | Thành viên thường xuyên |               |                              |
| 2020 | Avengirls                                             | Dẫn chương trình        | Naver TV Cast | Ngày 02/01/2020 - 14/07/2020 |
| 2020 | 2020 Idol Star Athletics Championships                | Thành viên thường xuyên | MBC           |                              |
| 2020 | DongDong Game Center                                  | Khách mời               | vLive         | Tập 2                        |
| 2020 | Lovelyz Diary Separate Appendix                       | Thành viên thường xuyên |               |                              |
| 2020 | I'm Yours for 60 Minutes                              | Khách mời               | tvN           | Tập 3                        |
| 2020 | Idol Challenge: Another Class Season 1                | Khách mời               | SBS           | Tập 3                        |
| 2020 | We K-Pop Friends                                      | Khách mời               |               | Tập 7                        |
| 2020 | Idol House                                            | Khách mời               | SBS           | Tập 3                        |
| 2020 | Big Battle                                            | Khách mời               |               | Tập 3-4                      |
| 2020 | Random Q                                              | Khách mời               |               | Tập 9                        |
| 2021 | Gossip Idle Season 1                                  | Khách mời               | Naver TV Cast | Tập 4, 59                    |
| 2021 | Studio Moon Night Season 1                            | Khách mời               | Naver TV Cast | Tập 33                       |
| 2021 | Panda Ideas                                           | Khách mời               |               | Tập 7                        |
| 2022 | Extreme Beginner                                      | Khách mời               |               |                              |

### Chương trình thực tế
| Năm  | Tên                       | Vai trò  | Đài  | Ghi chú          |
| ---- | ------------------------- | -------- | ---- | ---------------- |
| 2010 | INFINITE! You Are My Oppa |          | Mnet |                  |
| 2019 | Queendom Season 1         | Thí sinh | Mnet | Cùng với Lovelyz |

### Chương trình radio
| Năm  | Tên                           | Vai trò   | Đài | Ghi chú |
| ---- | ----------------------------- | --------- | --- | ------- |
| 2021 | Gossip Idle(Naver NOW., 2021) | Khách mời |     | Tập 4   |

## Phim ảnh
| Năm  | Tên hàn    | Tên việt - anh | Vai trò   | Đài | Ghi chú  |
| ---- | ---------- | -------------- | --------- | --- | -------- |
| 2022 | 오피스쿠킹 | Office Cooking | Han Daeun |     | Nữ chính |
| 2023 | 바람개비   | Windmill       | Seung Hee |     | Nữ chính |

## Đĩa đơn
| Tiêu đề | Năm  | Vị trí trên bảng xếp hạng | Bán hàng (lượt tải) | Album   |
| ------- | ---- | ------------------------- | ------------------- | ------- |
| Delight | 2013 | 58                        | * KOR: 52,386+      | Delight |